# Louis Étienne Watelet
Louis Étienne Watelet (Parigi, 25 agosto 1780 – Parigi, 21 giugno 1866) è stato un pittore francese.

## Biografia
Louis Étienne Watelet fu un pittore di paesaggi, probabilmente autodidatta. Secondo Charles Gabet egli "  non ebbe altri maestri che la natura e l'amore per la sua arte " , ma  è altrettanto probabile che egli abbia frequentato, seppur per brevi periodi, l'atelier di  Pierre-Henri de Valenciennes. Figlio di un merciaio parigino, partecipò per la prima volta a 19 anni al "Salon de la peinture" del 1799, dove in seguito continuò regolarmente ad  esporre i suoi lavori . Fu premiato nel 1810 con una medaglia d'oro di secondo grado e nel 1819 con una medaglia d'oro di primo grado.
Nel 1825 ottenne la "Légion d'honneur".
Watelet fu un artista prolifico e per ampliare la sua ispirazione viaggiò molto: percorse il Sud della Francia, la Savoia, l'Italia, il Belgio e il Tirolo, e setacciò le campagne dell'Île-de-France specializzandosi nei paesaggi storici che seppe trattare con uno stile prettamente romantico.
Egli deve gran parte della sua fama alla sua attività di educatore artistico, nella quale eccelse. Nel suo studio, infatti, appresero a dipingere numerosi futuri paesaggisti famosi, fra i quali Prosper Baccuet, Théodore Caruelle d'Aligny, Paul Delaroche, Abel Dufresne e Pierre Thuillier.
Ma Watelet non raccolse solo consensi. Théophile Gautier, severissimo critico d'arte, lo stroncò in occasione del Salon del 1833 con queste parole:"Quanto al Signor Watelet e compagni, è impossibile essere delle nullità più di così. Essi sono morti da lungo tempo." » 

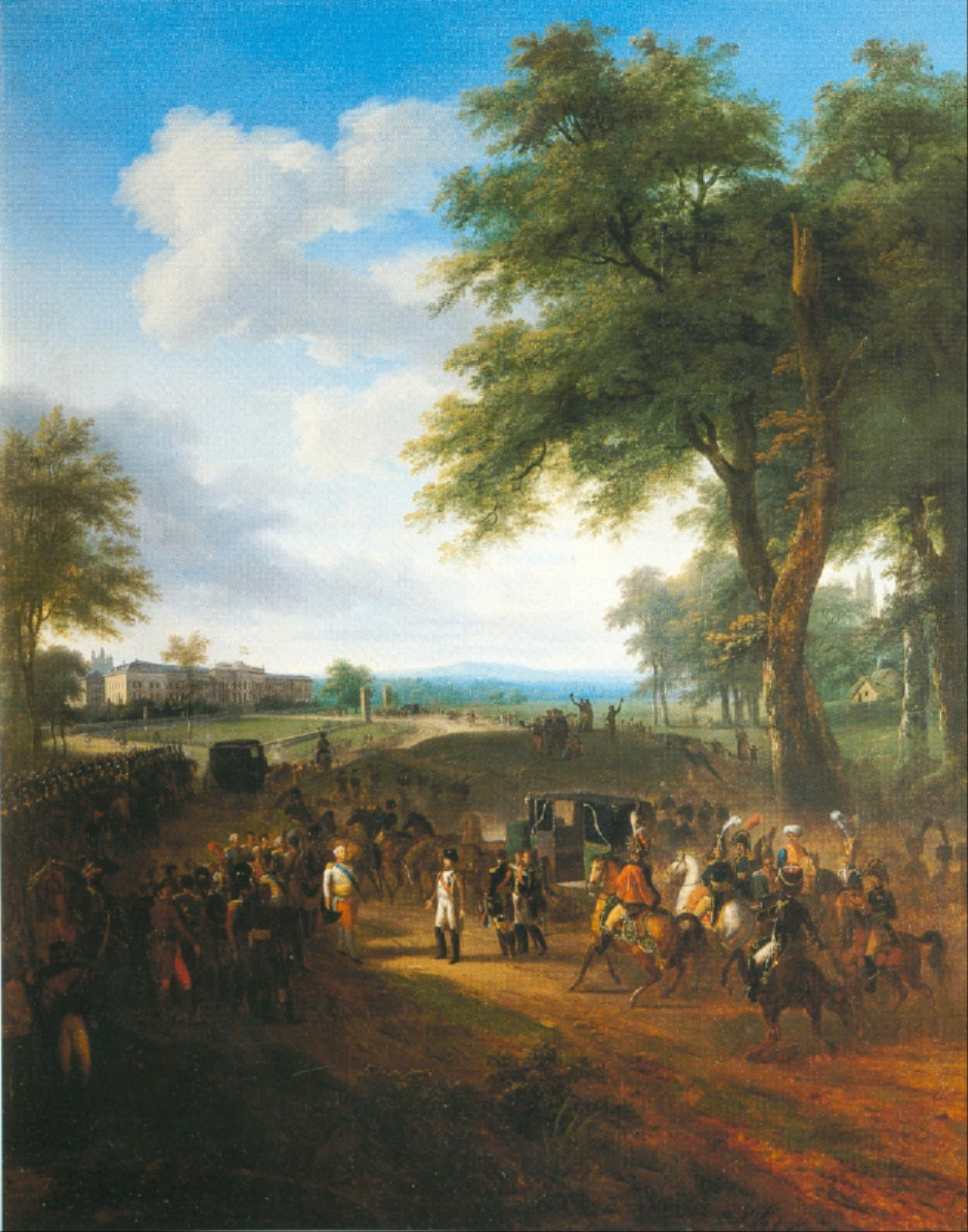
Napoleone ricevuto nel castello di Ludwigsburg. 1812

## Opere
Elenco parziale delle opere in collezioni pubbliche.
- Napoleone I ricevuto nel castello di Ludwigsburg da Federico II, duca di Wurtemberg, 2 ottobre 1805. Museo nazionale dei castelli di Versailles e del Trianon.
- Paesaggio con mulino. Museo di Belle arti di Valenciennes.
- Paesaggio antico con figure. Museo Magnin di Digione.
- Studio di cascate. Museo Crozatier di Puy-en-Velay.
- Vista di una fabbrica di lenzuola a Vienne, 1837. Museo di belle arti e Archeologia di Vienne.
- Paesaggio. Museo Quesnel-Morinière di Coutances.
- Paesaggio: una capanna circondata da alberi sul bordo del fiume (pittura) - Tre figure in una barca, 1823 (disegno a seppia e inchiostro di China). Museo Fabre, Montpellier.
- La fuga in Egitto, (pittura) - Due viaggiatori in un paesaggio con una fortezza nella nebbia, (disegno del 1826). Museo del Louvre, Parigi.

## Allievi

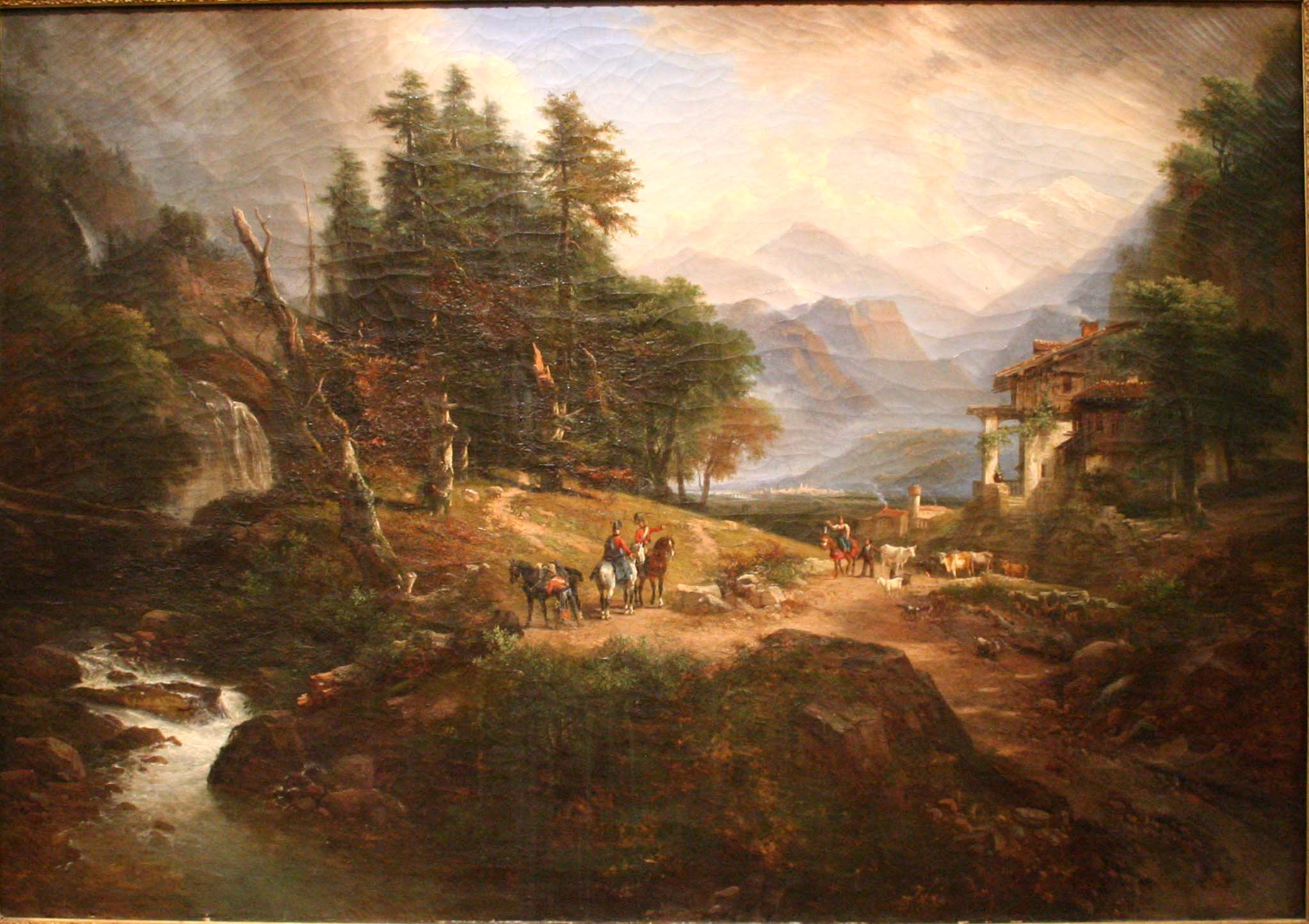
Paesaggio. 1850

- Prosper Baccuet
- Théodore Caruelle d'Aligny
- Hippolyte Delaroche
- Abel Dufresne
- Jacques Guiaud
- Pierre Thuillier